# Campionato mondiale FIFUSA 1994
La quinta edizione dei Campionati del mondo di futsal, massima competizione per squadre nazionali organizzata dalla FIFUSA, si svolse in Argentina tra il novembre e il dicembre del 1994. Vi hanno partecipato ventiquattro squadre nazionali che hanno disputato le partite a Río Gallegos, Ituzaingó, Formosa, Posadas, Apóstoles e Comodoro.
L'edizione argentina si è contraddistinta per un singolare evento successo durante i quarti di finale: a seguito di un improvviso cambio organizzativo, i pullman delle nazionali di Bolivia e Venezuela giunsero in ritardo ai rispettivi campi, con relativa sconfitta a tavolino. Il Paraguay, venuto a conoscenza dell'accaduto, ritirò la nazionale dalla manifestazione per solidarietà con le due selezioni coinvolte. L'Argentina padrona di casa ebbe relativamente vita facile una volta fuori i Boliviani e i paraguaiani vicecampioni del mondo, batté l'Uruguay 3-2 in semifinale e la Colombia 2-1 dopo i tempi supplementari laureandosi campione del mondo.

## Primo turno

### Gruppo A (Río Gallegos)
| Squadra    | Pti | G | V | N | P | GF | GS |
| ---------- | --- | - | - | - | - | -- | -- |
| Argentina  | 6   | 3 | 3 | 0 | 0 | 18 | 1  |
| Costa Rica | 4   | 3 | 2 | 0 | 1 | 8  | 8  |
| Israele    | 2   | 3 | 1 | 0 | 2 | 2  | 13 |
| Italia     | 0   | 3 | 0 | 0 | 3 | 4  | 10 |

| Costa Rica | 4-0 | Israele    |
| Argentina  | 4-1 | Italia     |
| Israele    | 2-1 | Italia     |
| Argentina  | 6-0 | Costa Rica |
| Costa Rica | 4-2 | Italia     |
| Argentina  | 8-0 | Israele    |

### Gruppo B (Río Gallegos)
| Squadra | Pti | G | V | N | P | GF | GS |
| ------- | --- | - | - | - | - | -- | -- |
| Bolivia | 5   | 3 | 2 | 1 | 0 | 8  | 4  |
| Uruguay | 5   | 3 | 2 | 1 | 0 | 6  | 3  |
| Spagna  | 2   | 3 | 1 | 0 | 2 | 5  | 6  |
| Armenia | 0   | 3 | 0 | 0 | 3 | 0  | 6  |

| Uruguay | 2-1       | Spagna  |
| Bolivia | 2-0 (tav) | Armenia |
| Uruguay | 2-2       | Bolivia |
| Spagna  | 2-0 (tav) | Armenia |
| Bolivia | 4-2       | Spagna  |
| Uruguay | 2-0 (tav) | Armenia |

### Gruppo C (Ituzaingó)
| Squadra    | Pti | G | V | N | P | GF | GS |
| ---------- | --- | - | - | - | - | -- | -- |
| Venezuela  | 6   | 3 | 3 | 0 | 0 | 11 | 3  |
| Portogallo | 4   | 3 | 2 | 0 | 1 | 10 | 8  |
| Messico    | 2   | 3 | 1 | 0 | 2 | 8  | 9  |
| Marocco    | 0   | 3 | 0 | 0 | 3 | 4  | 13 |

| Portogallo | 7-3 | Messico    |
| Venezuela  | 6-2 | Marocco    |
| Venezuela  | 2-1 | Messico    |
| Portogallo | 3-2 | Marocco    |
| Venezuela  | 3-0 | Portogallo |
| Messico    | 4-0 | Marocco    |

### Gruppo D (Formosa)
| Squadra   | Pti | G | V | N | P | GF | GS |
| --------- | --- | - | - | - | - | -- | -- |
| Paraguay  | 6   | 3 | 3 | 0 | 0 | 38 | 6  |
| Canada    | 4   | 3 | 2 | 0 | 1 | 12 | 22 |
| Rep. Ceca | 2   | 3 | 1 | 0 | 2 | 17 | 12 |
| Moldavia  | 0   | 3 | 0 | 0 | 3 | 11 | 38 |

| Canada          | 3-2  | Repubblica Ceca |
| Paraguay        | 18-2 | Moldavia        |
| Repubblica Ceca | 12-3 | Moldavia        |
| Paraguay        | 14-1 | Canada          |
| Canada          | 8-6  | Moldavia        |
| Paraguay        | 6-3  | Repubblica Ceca |

### Gruppo E (Posadas)
| Squadra    | Pti | G | V | N | P | GF | GS |
| ---------- | --- | - | - | - | - | -- | -- |
| Brasile    | 6   | 3 | 3 | 0 | 0 | 20 | 2  |
| Russia     | 4   | 3 | 2 | 0 | 1 | 11 | 6  |
| Porto Rico | 2   | 3 | 1 | 0 | 2 | 2  | 19 |
| Cile       | 0   | 3 | 0 | 0 | 3 | 0  | 6  |

| Russia     | 7-0       | Porto Rico |
| Brasile    | 2-0 (tav) | Cile       |
| Brasile    | 12-0      | Porto Rico |
| Russia     | 2-0 (tav) | Cile       |
| Brasile    | 6-2       | Russia     |
| Porto Rico | 2-0 (tav) | Cile       |

### Gruppo F (Apóstoles)
| Squadra     | Pti | G | V | N | P | GF | GS |
| ----------- | --- | - | - | - | - | -- | -- |
| Colombia    | 6   | 3 | 3 | 0 | 0 | 23 | 3  |
| Slovacchia  | 4   | 3 | 2 | 0 | 1 | 13 | 10 |
| Bielorussia | 2   | 3 | 1 | 0 | 2 | 17 | 12 |
| Stati Uniti | 0   | 3 | 0 | 0 | 3 | 5  | 33 |

| Colombia    | 6-2  | Bielorussia |
| Slovacchia  | 6-3  | Stati Uniti |
| Colombia    | 12-0 | Stati Uniti |
| Slovacchia  | 4-2  | Bielorussia |
| Colombia    | 5-1  | Slovacchia  |
| Bielorussia | 13-2 | Stati Uniti |

## Secondo turno

### Gruppo A (Comodoro Rivadavia)
| Squadra    | Pti | G | V | N | P | GF | GS |
| ---------- | --- | - | - | - | - | -- | -- |
| Argentina  | 6   | 3 | 3 | 0 | 0 | 5  | 0  |
| Uruguay    | 4   | 3 | 2 | 0 | 1 | 4  | 4  |
| Portogallo | 2   | 3 | 1 | 0 | 2 | 3  | 4  |
| Rep. Ceca  | 0   | 3 | 0 | 0 | 3 | 0  | 4  |

| Argentina  | 2-0 | Uruguay    |
| Portogallo | 1-0 | Rep. Ceca  |
| Argentina  | 2-0 | Rep. Ceca  |
| Uruguay    | 3-2 | Portogallo |
| Argentina  | 1-0 | Portogallo |
| Uruguay    | 1-0 | Rep. Ceca  |

### Gruppo B (Posadas e Apóstoles)
| Squadra     | Pti | G | V | N | P | GF | GS |
| ----------- | --- | - | - | - | - | -- | -- |
| Venezuela   | 5   | 3 | 2 | 1 | 0 | 16 | 3  |
| Bolivia     | 5   | 3 | 2 | 1 | 0 | 15 | 4  |
| Costa Rica  | 2   | 3 | 1 | 0 | 2 | 3  | 17 |
| Bielorussia | 0   | 3 | 0 | 0 | 3 | 6  | 16 |

| Venezuela  | 8-2 | Bielorussia |
| Bolivia    | 9-0 | Costa Rica  |
| Bolivia    | 5-3 | Bielorussia |
| Venezuela  | 7-0 | Costa Rica  |
| Costa Rica | 3-1 | Bielorussia |
| Venezuela  | 1-1 | Bolivia     |

### Gruppo C (Posadas e Apóstoles)
| Squadra  | Pti | G | V | N | P | GF | GS |
| -------- | --- | - | - | - | - | -- | -- |
| Colombia | 5   | 3 | 2 | 1 | 0 | 16 | 7  |
| Brasile  | 4   | 3 | 1 | 2 | 0 | 11 | 8  |
| Messico  | 3   | 3 | 1 | 1 | 1 | 11 | 10 |
| Canada   | 0   | 3 | 0 | 0 | 3 | 7  | 20 |

| Brasile  | 5-2 | Canada   |
| Colombia | 5-1 | Messico  |
| Messico  | 1-1 | Brasile  |
| Colombia | 6-1 | Canada   |
| Brasile  | 5-5 | Colombia |
| Messico  | 9-4 | Canada   |

### Gruppo D (Formosa)
| Squadra    | Pti | G | V | N | P | GF | GS |
| ---------- | --- | - | - | - | - | -- | -- |
| Paraguay   | 6   | 3 | 3 | 0 | 0 | 16 | 2  |
| Spagna     | 4   | 3 | 2 | 0 | 1 | 9  | 8  |
| Russia     | 2   | 3 | 1 | 0 | 2 | 1  | 7  |
| Slovacchia | 0   | 3 | 0 | 0 | 3 | 2  | 11 |

| Paraguay | 5-0 | Russia     |
| Spagna   | 5-2 | Slovacchia |
| Paraguay | 6-2 | Spagna     |
| Russia   | 1-0 | Slovacchia |
| Spagna   | 2-0 | Russia     |
| Paraguay | 5-0 | Slovacchia |

## Quarti di finale
|           | Risult.     |           | Città e data |
| --------- | ----------- | --------- | ------------ |
| Uruguay   | 2 - 0 (tav) | Venezuela | Formosa      |
| Argentina | 2 - 0 (tav) | Bolivia   | Formosa      |
| Brasile   | 2 - 0 (tav) | Paraguay  | Apostoles    |
| Colombia  | 5 - 1       | Spagna    | Posadas      |

## Semifinali
|           | Risult.         |         | Città e data |
| --------- | --------------- | ------- | ------------ |
| Colombia  | 2 - 2 (4-3 DCR) | Brasile | -            |
| Argentina | 3 - 2           | Uruguay | -            |

## Finale 3º-4º posto
|         | Risult. |         | Città e data |
| ------- | ------- | ------- | ------------ |
| Uruguay | 1-0     | Brasile | -            |

## Finale
|           | Risult.     |          | Città e data |
| --------- | ----------- | -------- | ------------ |
| Argentina | 2 - 1 (DTS) | Colombia | -            |